# Karl Friedrich (chanteur)
Pour les articles homonymes, voir Karl Friedrich.
Karl Friedrich (né le 15 janvier 1905 à Vienne, mort le 8 avril 1981 dans la même ville) est un chanteur lyrique autrichien.

## Biographie
Karl Friedrich suit d'abord une formation de charpentier. Il est formé comme chanteur à l'Académie de musique et des arts du spectacle de Vienne. Il a son premier engagement à Karlsruhe en 1937. Son parcours après Stralsund, Magdeburg et Düsseldorf le conduit finalement à l'opéra d'État de Vienne l'année suivante.
De 1937 à 1950, Friedrich est un invité régulier du Festival de Salzbourg. Il est l'un des chanteurs les plus actifs de l'ensemble d'opéra de Vienne, il chante tout le répertoire lyrique et dramatique du ténor jusqu'à sa retraite en 1970.
Il tient de nombreux rôles dans des opérettes de Franz Lehár, sur scène et dans des enregistrements de radio. On conserve ainsi des enregistrements complets de Giuditta et Paganini sous la direction de Franz Lehár, ainsi que des enregistrements comme Florestan dans Fidelio sous la direction de Clemens Krauss et Apollo dans Daphné sous la direction de Karl Böhm.

## Source de la traduction
- (de) Cet article est partiellement ou en totalité issu de l’article de Wikipédia en allemand intitulé « Karl Friedrich (Sänger) » (voir la liste des auteurs).